# Viola appalachiensis
La violeta de los Apalaches (Viola appalachiensis) es una planta herbácea nativa de los EE. UU., donde crece de forma endémica en las llanuras aluvionales junto a los Montes Apalaches, entre Pensilvania y Carolina del Norte. Pese a su nombre, no crece en altura, concentrándose en los terrenos húmedos junto a arroyos y en los claros del bosque, raramente a la vera de los caminos forestales.

## Descripción
Es una hierba perenne que puede alcanzar 10 cm de altura. Los tallos son rastreros, formando matas densas que a veces parecen acaules. Las hojas son alternas, reniformes, muy levemente dentadas o crenadas, con una leve pilosidad junto al margen. La estípula tiene el margen irregular.
La floración comienza a mediados de primavera y continúa hasta finales de ésta. Las flores son de forma irregular, de color azul con el centro blanco, con la corola tubular mucho más larga que ancha y los pétalos laterales barbados.